# هو خي بينغ
هو خي بينغ (في اللغة الصينية:胡和平; في نظام بينيين:Hú Hépíng; من مواليد 24 أكتوبر 1962) هو سياسي صيني وأمين الحزب الشيوعي الحالي بوزارة الثقافة والسياحة. في السابق، شغل منصب الحاكم ورئيس الحزب لاقليم شنشي، وسكرتير الحزب الشيوعي في جامعة تسينغهوا.

## السيرة الشخصية
ولد هو خي بينغ عام 1962 في ليني في اقليم شاندونغ. تخرج بدرجة الهندسة الهيدروليكية من جامعة تسينغهوا. انضم إلى الحزب الشيوعي أثناء دراسته في تسينغهوا، في يونيو 1982. في عام 1990 حصل على درجة الماجستير في الهندسة. عمل أيضًا كمدرس ومساعد تدريس أثناء مشاركته في التنظيم الحزبي الشعبي في الجامعة. في عام 1992، التحق بجامعة طوكيو لدراسة الهندسة، وبحلول عام 1995 حصل على الدكتوراه ثم التحق بشركة الهندسة المعمارية اليابانية أي ان ايه.
عاد هو إلى الصين في ديسمبر 1996 وأصبح نائب عميد قسم الهندسة الهيدروليكية في جامعة تسينغهوا ورئيس معهد الموارد المائية. في عام 2000، بدأ في الإشراف على موظفي الحزب والموارد البشرية في جامعة تسينغهوا. في عام 2006، أصبح نائب السكرتير التنفيذي ونائب رئيس جامعة تسينغهوا. في ديسمبر 2008 تم ترقيته إلى منصب رئيس الحزب، وهو أعلى منصب في الجامعة (يعادل رتبة نائب وزير الدولة).
في ديسمبر 2013، حل هو خي بينغ محل تساي تشي كرئيس قسم التنظيم بلجنة الحزب في مقاطعة تشجيانغ، في أول خطوة له في السياسة الإقليمية. كما حصل على مقعد في اللجنة الدائمة الاقليمية للحزب الشيوعي الصيني. في أبريل 2015، تم تعيينه نائبًا لرئيس الحزب في اقليم شنشي. في 1 أبريل 2016، تمت ترقيته إلى منصب حاكم اقليم شنشي بالإنابة، خلفًا للوو كينجين. في وقت تعيينه محافظًا، كان لديه ما يزيد قليلاً عن عامين من الخبرة في السياسة الإقليمية. تم تثبيته محافظا في 27 أبريل. وأشار محللون إلى أن ترقية هو خي بينغ تأخذ «المسار السريع». في 29 أكتوبر 2017، تم ترقيته إلى منصب رئيس الحزب الشيوعي لشنشي، خلفًا للوو كينجين مرة أخرى. في يوليو 2020، تم تعيينه سكرتير الحزب بوزارة الثقافة والسياحة في جمهورية الصين الشعبية.
هو خي بينغ عضو كامل العضوية في اللجنة المركزية الـ19 للحزب الشيوعي الصيني. في السابق، كان عضوًا مناوبًا في اللجنة المركزية الثامنة عشرة.